# Lövstalöt
Lövstalöt is een plaats in de gemeente Uppsala in het landschap Uppland en de provincie Uppsala län in Zweden. De plaats heeft 982 inwoners (2005) en een oppervlakte van 69 hectare.
Lövstalöt ligt 12 kilometer ten noorden van de stad Uppsala. Tot aan het eind van de jaren derig bestond de plaats uit een paar huizen en een in 1892 gebouwde school. In 1938 werd de houtbewerkingsfabriek Bälinge Snickerifabrik gebouwd .
De meeste huizen in Lövstalöt zijn gebouwd tussen 1960 en 1980. Het grootste deel van de huizen in de plaats is vrijstaand, maar er zijn ook een aantal rijtjeswoningen.
In het centrum van Lövstalöt is een grafveld uit de ijzertijd te vinden.